# 7 miliardi (Massimo Pericolo)
7 miliardi è il singolo di debutto del rapper italiano Massimo Pericolo, pubblicato il 22 gennaio 2019 come primo estratto dall'album in studio di debutto Scialla semper. 
Il brano è stato prodotto da Crookers e Nic Sarno e distribuito dall'etichetta discografica Pluggers.

## Video musicale
Il videoclip è stato pubblicato sul canale YouTube del rapper il giorno dopo la pubblicazione del singolo, il 23 gennaio 2019.

## Tracce
Testi e musiche di Alessandro Vanetti, Francesco Barbaglia e Nicola Demaria.
1. 7 miliardi – 2:47